# 미드나잇 채널
미드나잇(Midnight)은 KMH가 운영하고 있는 성인 영화 전문 채널로, 2002년에 개국하였다.